# Husby, Bondkyrka socken

Husby är en by i Bondkyrko socken, Uppsala kommun.
Byn omtalas första gången 1345 då Magnus Eriksson på kronans vägnar bytte bort 3 öresland "in Husabyulleraker" och Huseby, Svinnegarns socken till tolfte kanonikatet i Uppsala domkyrka mot jord i Svartsjö och underlydande gods i Skå och Sånga och några andra platser. Kanonikatet som grundats 1344 av hertiginnan Ingeborg kom troligen inte till stånd. 1531 innehade Gustav Vasa tre gårdar i byn, som han uppges ha köpt 1540-68 ingår gårdarna i Husby rättardöme Ekholmens slott.